# Nezumia cyrano
Nezumia cyrano är en fiskart som beskrevs av Marshall och Iwamoto, 1973. Nezumia cyrano ingår i släktet Nezumia och familjen skolästfiskar. Inga underarter finns listade i Catalogue of Life.